# Paul von Eitzen

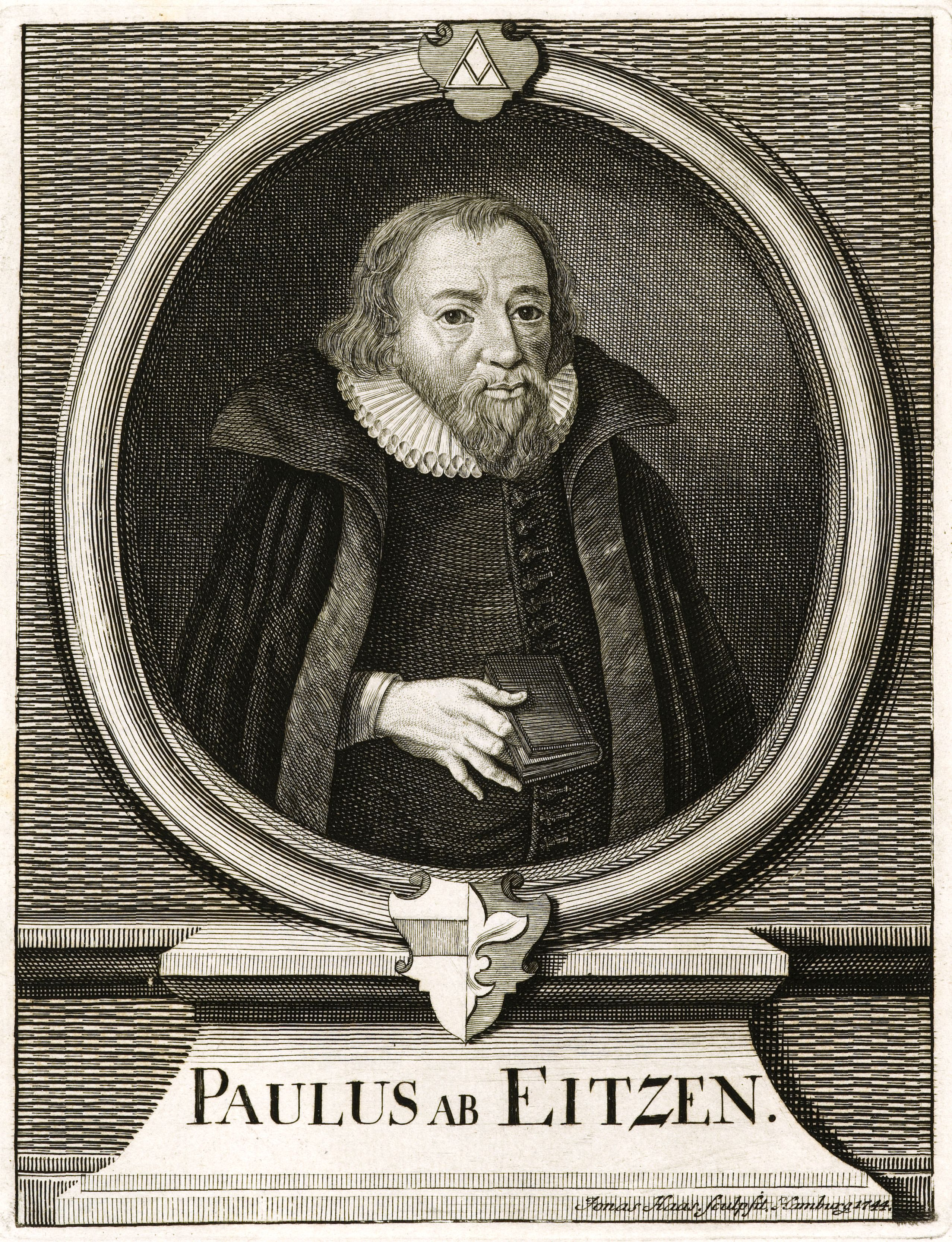
Paul von Eitzen, Kupferstich von Jonas Haas (1744)

Paul von Eitzen (* 25. Januar 1521 in Hamburg; † 25. Februar 1598 in Schleswig) war ein lutherischer Theologe und Reformator.

## Leben und Wirken
Als Sohn wohlhabender Eltern in Hamburg aufgewachsen, besuchte von Eitzen die Gelehrtenschule des Johanneums. 1538 ging er nach Wittenberg, wo er sich während seines Studiums Philipp Melanchthon anschloss, dem er bis zu seinem Tode die Treue hielt. Auf dessen Empfehlung hin wurde er Rektor in Cölln und wurde 1547 an die Universität Rostock berufen, um Didaktik zu lehren.
1548 ging er als lector secundarius und Pastor an den Dom seiner Vaterstadt. Johannes Aepinus ordinierte ihn und führte ihn in sein neues Amt ein. Im Streit über die Höllenfahrt Christi stand er auf Aepinus’ Seite. Nach Aepinus’ Tode 1553 blieb die Superintendentur zwei Jahre vakant, bis der Rat sich 1555 entschloss, von Eitzen zu wählen. Neben dem Amt des Superintendenten übernahm er entsprechend der Kirchenordnung auch den Vorsitz im Schulwesen als Lector primarius. Da die Kirchenordnung dafür eine Promotion voraussetzte, begab er sich wiederum nach Wittenberg und erwarb 1556 den akademischen Grad des Doktor der Theologie.
In den theologischen Streitigkeiten der nächsten Jahre vertrat er eine gemäßigte Richtung. Um die Einheit der Lehre zu sichern, ließ er alle Hamburger Pastoren fünf Bekenntnisschriften unterschreiben, darunter das vermutlich von ihm verfasste Bekenntnis der Prediger zu Hamburg vom hochwürdigen Sakrament. Trotzdem erreichte er den Frieden nicht. Deshalb nahm er 1562 den Ruf Herzog Adolfs I. von Schleswig-Holstein-Gottorf als Hofprediger auf Schloss Gottorf und Superintendent seines Teilherzogtums an. Schon vorher hatte er im Auftrag des Herzogs 1561 am Naumburger Fürstentag und an der Tagung wegen des Streites um Albert Ritzaeus Hardenberg teilgenommen. 1564 ernannten ihn der Herzog und der dänische König Friedrich II. zum Generalsuperintendenten für ganz Schleswig-Holstein. Im Bistum Schleswig setzte er sich für die Errichtung einer Gelehrtenschule am Schleswiger Dom ein, die jedoch nur bis zum Tode Herzog Adolfs bestehen blieb.
Obwohl von Eitzen Gnesiolutheraner war, vertrat er seinen Standpunkt gegenüber Melanchthon milde und hielt sich auch größtenteils aus den theologischen Streitigkeiten heraus, da diese für ihn ein Quell des Verderbens waren. Allerdings war er ein Gegner des Jakob Andreae und seiner Bemühungen um die Einführung der Konkordienformel. Daher wurden die Konkordienformel und das Konkordienbuch in Schleswig-Holstein nicht eingeführt, zumal auch der dänische König sie ablehnte. Bekannt geworden ist von Eitzen durch den Gottorper Ordinationseid von 1574. Dabei wurden die Prediger auf die Confessio Augustana, deren Apologie, Martin Luthers Katechismus und die Schmalkaldischen Artikel verpflichtet.
Ein im Jahr 1602, also nach seinem Tod, erschienener anonymer Druck behauptet, dass Paul von Eitzen den „Ewigen Juden“ Ahasver 1542 (nach einer anderen Fassung 1547) in Hamburg gesehen und gesprochen haben soll.

## Sonstiges
In seinem Roman Ahasver setzt Stefan Heym dem Paulus von Eitzen und seiner angeblichen Begegnung mit dem "Ewigen Juden" ein literarisches Denkmal. Darin wird Eitzen als muckerischer und karrieresüchtiger, bigotter und strebsam-dümmlicher Charakter beschrieben, den am Ende des Buches der Teufel im Beisein des Ahasver holt.

## Werke
Für eine Gesamtübersicht siehe das Verzeichnis der im deutschen Sprachbereich erschienenen Drucke des 16. Jahrhunderts (VD 16)
- Ethicae doctrinae libri II. 1572
- Catechismi Examen. 1583
- Evangelische Postille. 1591.